# Lupburg
Lupburg è un comune tedesco di 2 374 abitanti, situato nel land della Baviera.